# Леденберг, Жиль ван
Жиль ван Леденберг (ок. 1550 — 28 сентября 1618) — нидерландский государственный деятель. Секретарь штатов Утрехта с 1588 года вплоть до своего ареста за измену в 1618 году вместе с Йоханом ван Олденбарневелтом. Покончил жизнь самоубийством, чтобы предотвратить конфискацию имущества, но был приговорён к смертной казни посмертно и посмертно казнен.

## Биография
Леденберг имел скромное происхождение. Его отец, вероятно, был каменщиком. Возможно, в юности он был монахом. Дослужился до клерка Флориса Тина, пенсионария штатов Утрехта, которого сменил в 1590 году из-за интриги Олденбарневелта, который хотел помешать назначению на эту должность своего конкурента Паулюса Буйса. С 1588 года был секретарем штатов и был назначен клерком утрехтского «Леенхофа» (одного из судов). Был женат несколько раз, последний раз на Йоханне ван Сипестейн (члене аристократической семьи).
Дурная слава Леденберга связана с его ролью в кризисе ваардгельдеров (солдаты-наёмники) 1618 года. Во время Двенадцатилетнего перемирия возникли социальные волнения из-за конфликта в голландской реформатской церкви между ремонстрантами и их противниками. Толпа нападала на регентов партии Ремонстрантов, в то время как гражданское ополчение и федеральные военные власти смотрели на это сквозь пальцы. Чтобы защитить себя, регенты способствовали принятию штатами Голландии так называемой Резолюции Шарпа, которая позволяла местным властям в городах нанимать собственные роты наемников, называемых ваардгельдерами, для поддержания порядка. Штатгальтер Мориц Оранский, увидел в этом угрозу своей власти как главнокомандующего федеральными силами Республики Соединённых провинций. Тогда он обратился к штатам нескольких провинций с просьбой о возможном расформировании ваардгельдеров. По пути в Гелдерланд ему сначала отказали во въезде в город Утрехт, а когда ему, наконец, разрешили остаться там на ночь, Леденберг приставил к гостинице охрану из гражданского ополчения, что было истолковано как попытка запугивания.
Поскольку Утрехт оказался первым в очереди на разоружение своих ваардгельдеров, Штаты Утрехта направили в Гаагу делегацию для обсуждения этого вопроса с штатгальтером Морицем Оранским, видным членом которой был Леденберг. Он начал сотрудничество с Якобом Тауринусом, который в анонимном памфлете подверг критике Дадли Карлтона, английского посла, за его речь в Генеральных штатах направленную против ремонстрантов. Однако вместо того, чтобы искать встречи с Морицем Оранским, делегация провела беседы с видными членами партии ремонстрантов, такими как Гуго Гроций, Ромбаут Хогербетс и пенсионарий Харлема Де Хаан. Они обсудили несколько возражений против предлагаемого расформирования ваардгельдеров с членами Штатов Голландии на неофициальной встрече в доме клерка Штатов, в результате которой было достигнуто согласие выступить против расформирования. После этого делегация из Утрехта вернулась домой, так и не повидавшись с Морицем Оранским. Затем Леденберг убедил штаты Утрехта принять эту политику, а также пытался помешать походу федеральных войск в Утрехт после того, как Генеральные штаты санкционировали роспуск ваардгельдеров. Эти действия четко обозначили его как противника Морица Оранского.
После того как в конце июля 1618 года Мориц Оранский захватил Утрехт и распустил там ваардгельдеров, Леденберг сложил свои полномочия и бежал в Гауду. Когда он вернулся в Утрехт, его посадили под домашний арест, а 29 августа 1618 года арестовали вместе с Йоханом ван Олденбарневелтом, Гроцием, Хогербетсом и де Хааном. Он был заключен в крепость Бинненхоф в Гааге, но ему разрешили посещение сына. Предварительное следствие по его делу проводил фискал (прокурор) Ван Левен, который был его личным врагом (Леденберг за несколько лет до этого организовал его увольнение). Ван Левен, очевидно, угрожал ему пытками, и это, возможно, привело Леденберга в отчаяние. Он покончил жизнь самоубийством, перерезав себе горло в ночь с 28 на 29 сентября. Он оставил своему сыну предсмертную записку на французском языке, из которой следовало, что он надеялся таким образом предотвратить конфискацию имущества, поскольку ожидал, что судебное разбирательство закончится с его смертью.
Тем не менее его смерть не помешала судебной комиссии, судившей других «заговорщиков», осудить его вместе с ван Олденбарневелтом 12 мая 1619 года. Как и ван Олденбарневелт, он был приговорен к смерти и конфискации, причем приговор был приведен в исполнение посмертно — его набальзамированное тело в гробу подвесили на виселице. Его оставили висеть в течение 21 дня, а после того, как сняли, похоронили во дворе церкви в Ворбурге. Однако в ту же ночь толпа выкопала труп и бросила его в канаву. Это вызвало достаточное возмущение, чтобы Хоф ван Холланд (главный голландский суд) издал запрет на дальнейшие надругательства. Позже тело было тайно перезахоронено в часовне, принадлежавшей его зятю, Адаму ван Локхорсту.